# Vekunta stigmata
Vekunta stigmata är en insektsart som beskrevs av Matsumura 1914. Vekunta stigmata ingår i släktet Vekunta och familjen Derbidae. Inga underarter finns listade i Catalogue of Life.